# Kotoósú Kacunori

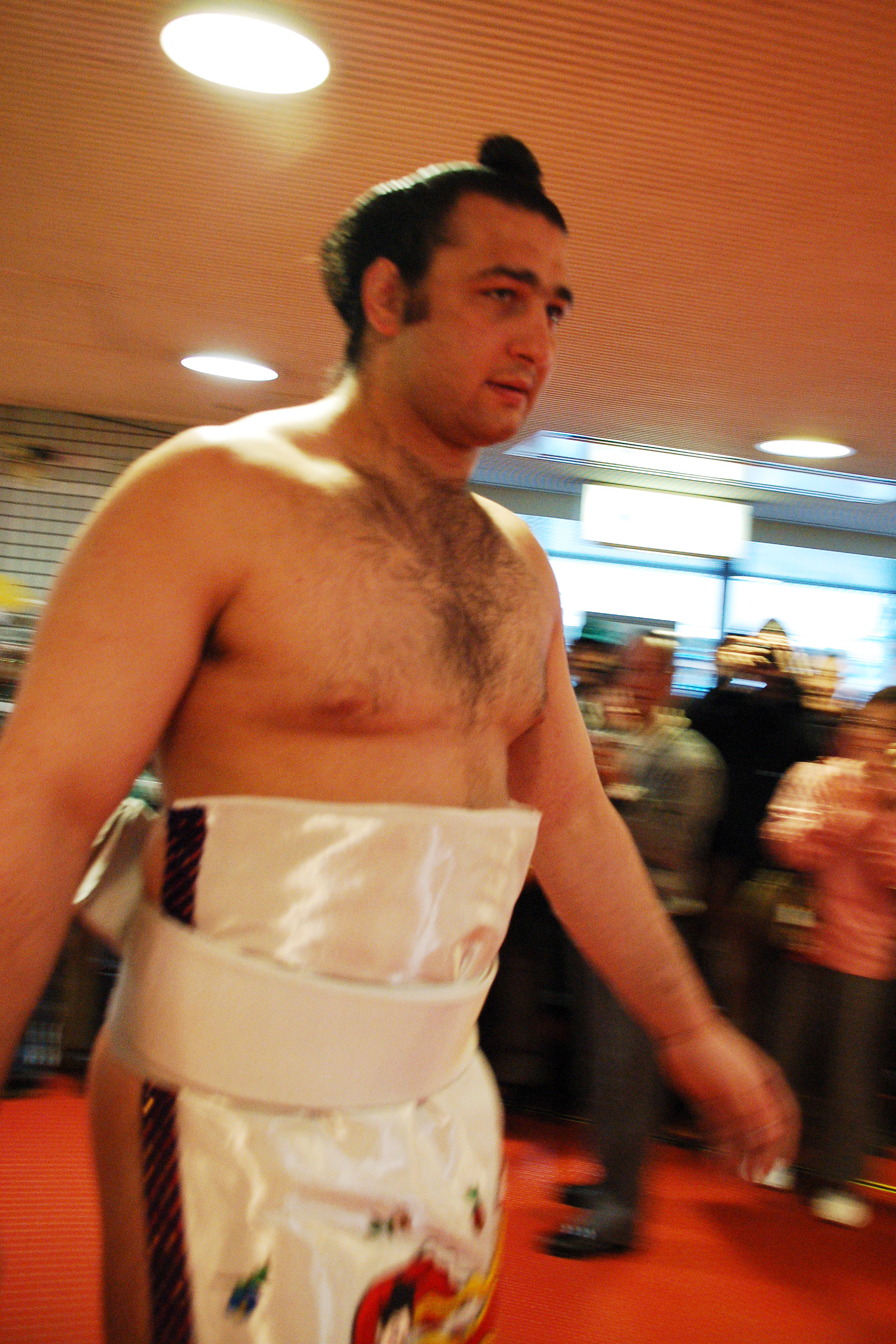
Kotoósú Kacunori

Kotoósú Kacunori (琴欧洲 勝紀, nyugaton Kotooshu Katsunori, eredetileg Калоян Стефанов Махлянов, Kalojan Sztefanov Mahljanov) (Veliko Tarnovo, Bulgária, 1983. február 19.) bolgár szumóbirkózó, legmagasabb rangja ódzeki. Neve származására utal: istállójánál minden birkózó nevében szerepel a Koto előtag, az Ósú pedig Európa neve japánul. A 2006. szeptemberi torna után nevében a 州 írásjegyet a 洲 váltotta fel, de a kiejtése változatlanul sú.

## Pályafutása
2002 novemberében debütált a japán szumóban, a legalacsonyabb dzsonokucsi osztályban. 2004 szeptemberére érte el a legmagasabb makuucsi osztályt. Miután a 2005. júliusi Nagoja-basón 12 : 3-as eredménye mellett megverte az akkor egyedüli jokodzunát, Aszasórjút, feljebb lépett a ranglétrán szekivakévé, majd a későbbiekben mutatott jó szerepléséért (45 mérkőzéséből 36-ot megnyert) 2005. november végén ő lett az első európai ódzeki.
Ódzekivé válása óta térdsérülése miatt teljesítménye valamelyest visszaesett, és bár mindig több győzelmet szerzett, mint ahány vereséget szenvedett (ami rangjának megtartásához szükséges), a tornagyőzelem közelébe nem jutott. 2008-ban azonban nagy sikert ért el, első európaiként megnyerte a rangos Császár-kupát.

## Stílusa
Érték kritikák amiatt, hogy sokszor hagyatkozik a henka technikára, azaz sokszor lép el ellenfele elől a kezdeti rohamoknál harcba bocsátkozás helyett, amit nem tartanak méltónak a rangjához.
Kotoósú 203 cm magas és 151 kg súlyú, amivel viszonylag könnyűnek számít. A korábbi jokodzuna Akebono szintén hasonlóan magas volt, de testsúlya elérte a 235 kg-ot is. Ezzel szemben Aszasórjú nagyjából azonos testtömegű, de csak 184 cm magas. Leginkább az úgynevezett övdobásra támaszkodik küzdelmei megnyeréséhez. Hosszú karjaival és gyors lábmunkájával ellensúlyozza magas súlypontját és alacsony súlyát.